# Visnums socken
Visnums socken i Värmland ingick i Visnums härad, ingår sedan 1971 i Kristinehamns kommun och motsvarar från 2016 Visnums distrikt.
Socknens areal är 190,91 kvadratkilometer varav 185,77 land. År 2000 fanns här 2 728 invånare. Herrgården Värmlands Säby, tätorterna Björneborg och Bäckhammar samt sockenkyrkan Visnums kyrka ligger i socknen.   

## Administrativ historik
Socknen har medeltida ursprung. 
Vid kommunreformen 1862 övergick socknens ansvar för de kyrkliga frågorna till Visnums församling och för de borgerliga frågorna bildades Visnums landskommun. Landskommunen utökades 1952 och uppgick 1971 i Kristinehamns kommun. 1 januari 2025 uppgick församlingen i Kristinehamns församling.
1 januari 2016 inrättades distriktet Visnum, med samma omfattning som församlingen hade 1999/2000.
Socknen har tillhört län, fögderier, tingslag och domsagor enligt vad som beskrivs i artikeln Visnums härad. De indelta soldaterna tillhörde Närkes regemente, Ölme och Visnums kompanier.

## Geografi
Visnums socken ligger söder om Kristinehamn kring ån Visman och med Vänern i nordväst. Socknen är en kuperad skogsbygd med odlingsbygd vid ån.

## Kommunikationer
Järnvägen Otterbäcken–Ervalla gick genom socknen och den 29 juli  1876 öppnades järnvägsstationern Värmlands Säby. Den lades ned den 22 maj 1966.

## Fornlämningar
En boplats från stenåldern har påträffats. Från bronsåldern finns spridda gravrösen. Från järnåldern finns åtta gravfält och domarringar. Offerkällor finns vid Blaxmo och Gisslegården.

## Namnet
Namnet skrevs 1248 Wisnhem är ett bygdenamn och innehåller ånamnet Visman med oklar tolkning och hem, bygd'.

## Befolkningsutveckling
| Befolkningsutvecklingen i Visnums socken 1750–1990                                                       | Befolkningsutvecklingen i Visnums socken 1750–1990 | Befolkningsutvecklingen i Visnums socken 1750–1990 | Befolkningsutvecklingen i Visnums socken 1750–1990 | Befolkningsutvecklingen i Visnums socken 1750–1990 |
| --- | -------------------------------------------------- | -------------------------------------------------- | -------------------------------------------------- | -------------------------------------------------- |
| |                                                    |                                                    |                                                    |                                                    |
| År |                                                    |                                                    | Folkmängd                                          |                                                    |
| 1750 | 1750                                               |                                                    | 1 505                                              |                                                    |
| 1760 | 1760                                               |                                                    | 1 693                                              |                                                    |
| 1769 | 1769                                               |                                                    | 1 778                                              |                                                    |
| 1780 | 1780                                               |                                                    | 1 760                                              |                                                    |
| 1790 | 1790                                               |                                                    | 2 000                                              |                                                    |
| 1800 | 1800                                               |                                                    | 2 143                                              |                                                    |
| 1810 | 1810                                               |                                                    | 2 254                                              |                                                    |
| 1820 | 1820                                               |                                                    | 2 241                                              |                                                    |
| 1830 | 1830                                               |                                                    | 2 434                                              |                                                    |
| 1840 | 1840                                               |                                                    | 2 713                                              |                                                    |
| 1850 | 1850                                               |                                                    | 3 026                                              |                                                    |
| 1860 | 1860                                               |                                                    | 3 290                                              |                                                    |
| 1870 | 1870                                               |                                                    | 3 355                                              |                                                    |
| 1880 | 1880                                               |                                                    | 3 318                                              |                                                    |
| 1890 | 1890                                               |                                                    | 3 485                                              |                                                    |
| 1900 | 1900                                               |                                                    | 3 405                                              |                                                    |
| 1910 | 1910                                               |                                                    | 3 302                                              |                                                    |
| 1920 | 1920                                               |                                                    | 3 568                                              |                                                    |
| 1930 | 1930                                               |                                                    | 3 298                                              |                                                    |
| 1940 | 1940                                               |                                                    | 3 121                                              |                                                    |
| 1950 | 1950                                               |                                                    | 3 503                                              |                                                    |
| 1960 | 1960                                               |                                                    | 3 585                                              |                                                    |
| 1970 | 1970                                               |                                                    | 3 430                                              |                                                    |
| 1980 | 1980                                               |                                                    | 3 395                                              |                                                    |
| 1990 | 1990                                               |                                                    | 3 072                                              |                                                    |
| Anm: Källor: Umeå universitet - Tabellverket 1749-1859, Demografiska databasen, CEDAR, Umeå universitet. |                                                    |                                                    |                                                    |                                                    |